# Protaphorura trinotata
Protaphorura trinotata is een springstaartensoort uit de familie van de Onychiuridae. De wetenschappelijke naam van de soort is voor het eerst geldig gepubliceerd in 1961 door Gisin.